# Bieg mego życia
Bieg mego życia – pamiętnik napisany w 1895 przez Macieja Szarka, pioniera pisarstwa chłopskiego.
Pamiętnik przedstawia ciężki los chłopów polskich żyjących w XIX wieku w Galicji, ukazując go poprzez pryzmat życia autora. Maciej Szarek jako chłopski syn, porusza w pamiętniku problemy związane ze swoim rozwojem intelektualnym, wynikającym z istniejącego stanu rzeczy. W pamiętniku nie brakuje fragmentów nawiązujących do ówczesnego życia społecznego i politycznego. Autor szczegółowo opisuje epizod z powstania styczniowego, a także okoliczności poznania m.in. Franciszka Matejki, Władysława Anczyca i Józefa Ignacego Kraszewskiego.
Bieg mojego życia, pierwotnie ukazał się w kilku częściach na łamach periodyku „Przyjaciel Ludu”. Części te były publikowane w latach 1895–1896. W całości pamiętnik został opublikowany w tomie Wiersze i proza w 1956 roku . Autobiografia Szarka jest uznawana za pionierskie dzieło w dziejach polskiej chłopskiej literatury pamiętnikarskiej.